# Callixte Mbarushimana
Callixte Mbarushimana, né le 24 juillet 1963 dans la commune de Ndusu à Ruhengeri (district de Musanze, Rwanda), est un informaticien rwandais d'origine hutu, ancien employé des Nations unies (1992-2001). Il est soupçonné d'avoir participé au génocide des Tutsi en 1994. Le 28 septembre 2010, il est inculpé par la Cour pénale internationale (CPI) pour crimes contre l'humanité et crimes de guerre lors d'un conflit armé 2009 dans le Nord-Kivu et le Sud-Kivu en République démocratique du Congo impliquant les Forces démocratiques pour la libération du Rwanda (FDLR) dont il est le secrétaire exécutif. Libéré faute de preuves suffisantes, il retourne en France le 23 décembre 2011 où il bénéficie du statut de réfugié politique depuis 2003 tout en faisant l'objet d'une information judiciaire ouverte en 2010 après une plainte pour génocide déposée par le Collectif des parties civiles pour le Rwanda en 2008.

## Participation présumée au génocide des Tutsi au Rwanda
Callixte Mbarushimana travaille pour le Programme des Nations unies pour le développement (PNUD) depuis 1992 lorsque pendant le génocide, il est chargé de soutenir et d'aider le personnel rwandais resté sur place après l'évacuation du staff civil international. Mais selon 24 témoins, Il aurait non seulement remis des véhicules et des fournitures de l'ONU à des milices telles que les Interahamwe ou à l'armée, mais il est également accusé d'être directement impliqué dans le meurtre et l'ordre de tuer 32 personnes, y compris les employés qu'il était censé protéger, parmi lesquelles Florence Ngirumpatse, directrice du personnel du bureau de développement des Nations unies à Kigali et douze autres personnes, pour la plupart des enfants tutsis, âgés de 8 à 18 ans qu'elle avait recueillis dans sa maison,,.
Callixte Mbarushimana était déjà connu pour avoir participé à des rassemblements anti-Tutsi avant le génocide. Les éléments de preuve recueillis par le TPIR qui a préparé le projet d'acte d'accusation contre lui indiquent qu'il avait déjà formé une milice avant le génocide. Selon Gregory Alex, originaire des États-Unis, directeur du département des urgences au PNUD en janvier 1994:

« Ma première visite au bureau du PNUD était vers la fin d'avril, et c'est là où j'ai rencontré Callixte Mbarushimana. Je me trouve au bureau ce jour et quand je le rencontre, sans provocation, sans d'autres mots d'encouragement ou autres, il m'approche dans le jardin des Nations unies. Il crache ces mots, avec des yeux noirs, il me regarde et il dit «nous les éliminerons tous ». Il l'a répété et il a ajouté : « les inkotanyi , nous les éliminerons tous ». C'est tout ce qu'il a dit. Plus tard, j'ai rencontré des collègues, non seulement du PNUD, mais d'autres organisations qui m'ont dit : « lui, il les cherche ». Et ce n'était pas une fois ! Ce n'était pas dix fois ! C'était plus ! Quand j'ai rencontré certains, ils avaient peur de lui. Je vous jure que les gens avaient peur de lui et ce n'est pas parce qu'il était trop gentil ! »

Callixte Mbarushimana est encore employé par les Nations unies au Kenya, en Angola et au Kosovo avant d'être arrêté en avril 2001 à la suite d'un mandat d’arrêt et d'une demande d’extradition du Rwanda que le Kosovo refuse car la peine de mort y était alors encore en vigueur.
En septembre 2002, le procureur général du TPIR, Carla del Ponte, décide de ne pas le poursuivre faute d’éléments suffisants. Selon Farhan Haq, porte-parole des Nations unies, le Conseil de sécurité invite le TPIR à se concentrer sur les « gros poissons ».
En 2003, Callixte Mbarushimana obtient le statut de réfugié politique en France et nie catégoriquement les accusations de meurtres portées contre lui. En 2004, il obtient une compensation pour le salaire perdu après son licenciement des Nations unies en 2001, une décision qui, selon certains fonctionnaires et enquêteurs, remet en question la volonté de l'organisation de faire face à de graves fautes dans ses rangs,.

## Accusation par la Cour pénale internationale
Le 19 juin 2004, la République démocratique du Congo (RDC) décide de saisir la Cour pénale internationale (CPI). Le 23 juin 2004, le procureur  ouvre une enquête impliquant entre autres Callixte Mbarushimana.
En juillet 2007, Callixte Mbarushimana devient le secrétaire exécutif des Forces démocratiques pour la libération du Rwanda (FDLR), un groupe armé de rebelles hutus basé en RDC.
Le 11 octobre 2010, Callixte Mbarushimana est arrêté en France en vertu d'un mandat d'arrêt de la CPI pour crimes contre l'humanité et crimes de guerre qui auraient été commis en 2009 par le FDLR contre des civils dans le Nord-Kivu et le Sud-Kivu (RDC),. Les juges de la CPI affirment qu'il existe des motifs raisonnables de croire que Callixte Mbarushimana, en tant que secrétaire exécutif de les FDLR portent la responsabilité pénale de ces attaques, y compris le meurtre, la torture, le viol, la persécution et les actes inhumains. Le mandat allègue qu'il a « contribué intentionnellement et en personne à un plan commun consistant à mener des attaques contre la population civile afin de créer une « catastrophe humanitaire », et à mettre en place une campagne internationale afin d’obtenir que l’on concède un pouvoir politique aux FDLR ».
Le 25 janvier 2011, Callixte Mbarushimana est extradé vers la CPI pour y être poursuivi à La Haye,.

## Libération et retour en France
Le 16 décembre 2011, la chambre préliminaire I de la CPI, à la majorité de deux contre une, rejette les charges retenues contre Callixte Mbarushimana, au motif que les preuves sont insuffisantes pour supposer qu'il avait contribué aux crimes de guerre dans le Nord et le Sud-Kivu,. L'appel du procureur contre une libération immédiate est rejeté et Callixte Mbarushimana est libéré le 23 décembre 2011. Il décide de retourner immédiatement en France où il avait déjà le statut de réfugié,. Le 30 mai 2012, la Chambre d'appel confirme la décision de la CPI de ne pas le poursuivre.
Mais dès son arrivée à Paris, il est placé sous contrôle judiciaire par la justice française à la suite de sa mise en examen en 2010 pour son rôle présumé dans le génocide de 1994, après une plainte déposée en 2008 par le Collectif des parties civiles pour le Rwanda,. Depuis, l'enquête a été close mais le parquet doit encore rendre ses réquisitions.
Le 7 avril 2024, Paul Kagame à acussé Callixte Mbarushimana, d’avoir « livré aux tueurs » la cousine de Paul kagame. « Il a ensuite poursuivi sa carrière aux Nations unies pendant de nombreuses années, même après l’apparition de preuves l’impliquant », le président rwandais Paul kagame raconte encore, « Il est toujours un homme libre, vivant désormais en France ».
Le 1er octobre 2024 La justice française a abandonné les poursuites contre Callixte Mbarushimana, poursuivi pour crimes contre l'humanité lors du génocide des Tutsi au Rwanda en 1994.